# Psychotria marmeladensis
Psychotria marmeladensis är en måreväxtart som beskrevs av Ignatz Urban. Psychotria marmeladensis ingår i släktet Psychotria och familjen måreväxter. Inga underarter finns listade i Catalogue of Life.